# Колинсвил (Тексас)
Колинсвил (енгл. Collinsville) град је у америчкој савезној држави Тексас. По попису становништва из 2010. у њему је живело 1.624 становника.

## Демографија
Према попису становништва из 2010. у граду је живело 1.624 становника, што је 389 (31,5%) становника више него 2000. године.
| Група             | 2000.         | 2010.         |
| Белци             | 1.144 (92,6%) | 1.470 (90,5%) |
| Афроамериканци    | 4 (0,3%)      | 14 (0,9%)     |
| Азијати           | 0 (0,0%)      | 8 (0,5%)      |
| Хиспаноамериканци | 69 (5,6%)     | 101 (6,2%)    |
| Укупно            | 1.235         | 1.624         |